# Аница Зубовић
Аница Зубовић (Загреб, 28. март 1932) је југословенска и хрватска певачица забавне музике.

## Музичка каријера
Позната певачица забавне музике бивше Југославије, позната по бројним наступима на Опатијском, Београдском и Загребачком фестивалу. Још као мала, похађала је загребачку музичку школу Павао Марковац. Као певачица класичне музике - mezzosopran, почела је певати и у операма, тако да је добила стипендију за музичко усавршавање у Београду. Након тога, добија стипендију за даље певачко усавршавање у Бечу. Међутим у Беч није отишла, остала је у Загребу са својом тадашњом љубави, студентом медицине Ђорђем Димитријевићем, за кога се удаје 1954. године. Удајом, каријера певачице озбиљне музике постаје немогућа, те се окреће лаганијим нотама.
На првом и једином такмичењу певача забавне музике (1961) освојила је Златни микрофон. Певала је и далматинске народне песме.

## Фестивали
Ваш шлагер сезоне, Сарајево:
- Из дневника једне жене, Златни микрофон за интерпретацију, '70
- Игра, '71

Опатија:
- Окрећем листове календара, прва награда жирија југословенских РТВ станица и друга награда стручног жирија, '58
- Море, море (алтернација са Душаном Јакшићем), прва награда слушалаца Радио Београда и друга награда слушалаца Радио Загреба, '58
- Молба вјетру (дует са Ивом Робићем), '58
- Стих у пијеску (алтернација са Вице Вуковим), друга награда, '59
- Жеља (алтернација са Вице Вуковим) / Предосећање (алтернација са Благом Видец) / Изгубљен траг (алтернација са Габи Новак), '60
- Тишина без суза (алтернација са Душаном Јакшићем), трећа награда слушалаца радио и ТВ станица, '61
- Заборављени мадригал (алтернација са Бошком Оробовићем) / Знам да припадаш другој (алтернација са Лолом Новаковић), '62
- Кад једном одеш (алтернација са Душаном Јакшићем), прва награда публике / Носталгија (алтернација са Вице Вуковим), '63
- Знаци наше љубави (алтернација са Живаном Милићем)/ Када ћеш рећи да ме волиш (алтернација са Крстом Петровићем), '64
- Твоје писмо (алтернација са Ладом Лесковаром)/ Сјети се (алтернација са Аресеном Дедићем), '65
- Ноћ (алтернација са Вице Вуковим), / Реката од моје сећување (алтернација са Зораном Георгиевим), '66
- Чекала сам те (алтернација са Нином Спировом) ,'67

Београдско пролеће:
- Наше задње вече / Тужне очи (алтернација са Стјепаном Џимијем Станићем), трећа награда публике, '64
- Не то није могуће, '70
- Опрости за моју љубав (Вече градске песме), '70
- Нешто ми говори врати се, '72
- Писмо једне жене, '75
- Предосећање (Вече градске песме), '79
- Тужне очи (Вече ретроспективе - највећих хитова са фестивала Београдско пролеће), '88

Београдски сабор:
- Прва љубав, '76

Сплит:
- Машкаре (дует са Марком Новоселом), друга награда публике, '62
- Црне мараме, прва награда публике и прва награда стручног жирија, '63
- Чежња, '64
- Сан у камену (алтернација са Ђорђи Перузовићем) / Далеко, '65
- Седам незнаних мора, '66
- Шкриња, награда за текст, '67

Загреб:
- Жути цвијет, победничка песма, '58
- Сад, лаку ноћ, '59
- Мак на цести / Илица у ноћи, '62
- Задњи фијакер, '63
- Добро јутро, Загреб (алтернација са Љиљаном Петровић), '63
- Елегија (алтернација са Душаном Јакшићем), '63

International Song Festival Sopot, Пољска:
- La petite histoire, пето место, '62

Југословенски избор за Евросонг:
- Срећа, Љубљана '61
- Истинита прича, Загреб '62
- Тринаест дана до..., четврто место, Београд '63

Песма лета:
- Буди моја задња љубав, '67

Крапина:
- Гда њеси ту (дует са Елвиром Воћом), '66

Скопље:
- Мојата улица, мој дом, '70

Звуци Паноније, Осијек:
- Циганска, '72